# Oltář sv. Barbory (Kalanti)

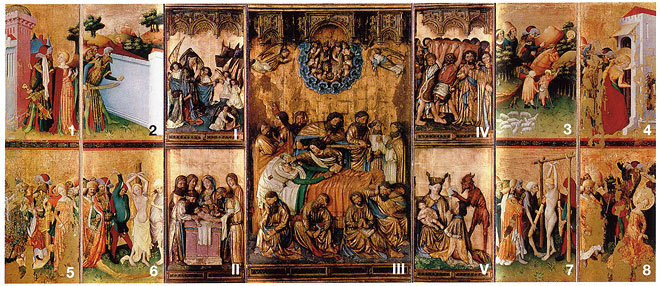
Oltář sv. Barbory

Oltář sv. Barbory z Kalanti je oltářní obraz z finské vsi Kalanti. Jde o dílo dominikánského mnicha Mistra Franckeho datované okolo roku 1420, které je považováno za kryptoportrét Zikmunda Lucemburského a Barbory Celjské. Zikmund s charakteristickou kožešinovou čepici je zde zobrazen jako Barbořin otec. Je zde použitá tempera na dřevě a celý oltář má rozměry 200x260 cm. Od roku 1908 je v mobiliáři Finského národního muzea v Helsinkách.